# Henri Heintz
Pour les articles homonymes, voir Heintz.
Henri Heintz, né le 17 juillet 1946 à Reims, est un coureur cycliste français, à la fin des années 1960.

## Biographie
Henri Heintz fait ses débuts en compétition cycliste en 1962. Il se fait remarquer pour son aptitude de rouleur et en 1965 il est sélectionné dans l'équipe de France pour disputer l'épreuve du contre-la-montre de 100 km par équipes des Championnats du monde. Le quatuor français, composé de André Desvages, Claude Lechatellier, Gérard Swertvaeger et de Henri Heintz, y conquiert la médaille de bronze.
En 1967, il est sélectionné en équipe de France pour la XXe Course de la Paix. Il y remporte une des deux étapes de contre-la-montre : entre Slawno et Koszalin, longue de 42 km, en terre polonaise, il distance Jan Smolík, ancien vainqueur de la Course, de 16 s, Marcel Duchemin, son coéquipier de 28 s, et relègue le spécialiste Polonais Jan Magiera à 36 s. Lors de la seconde étape contre le chrono, entre Leipzig et Halle, il se classe 4e. Au classement général final, il pointe à une remarquable 7e place. Cette course est probablement la meilleure performance de ce coureur. Cette même année 1967, il participe au Championnat du monde des 100 km par équipes et y obtient avec ses coéquipiers Gérard Swertvaeger, Daniel Vermeulen et Michel Périn une 6e place, fort honorable si l'on tient compte que la 5e place est occupée par l'URSS et que la 7e place est dévolue à la Pologne.
Passé professionnel en 1969 (8e du Tour de l'Oise, constituant sa meilleure prestation) dans l'équipe Sonolor, il reste trois années dans le peloton, sans résultat remarquable.

## Palmarès
- 1965
  - Grand Prix des Amis du Cyclisme
  -  Médaillé de bronze du championnat du monde du contre-la-montre par équipes
  - 3e du Tour de l'Yonne
- 1966
  - Champion de Champagne de poursuite
  - 2e du Grand Prix de France
- 1967
  - 5e étape de la Course de la Paix (contre-la-montre)
  - 1reb étape du Tour de l'Avenir (contre-la-montre par équipes)
  - 2e du championnat de France amateurs
- 1970
  - 3e des Quatre Jours de Dunkerque